# Un bacio appassionato
Un bacio appassionato (Ae Fond Kiss...) è un film del 2004 diretto da Ken Loach.
Film britannico di genere drammatico, dedicato alla memoria dello scenografo Martin Johnson che ha collaborato a molti dei film precedenti di Ken Loach e che morì dopo aver lavorato per quest'ultimo film. Il titolo inglese del film deriva da un verso di una poesia di Robert Burns.
Il film è incentrato su una storia d'amore in cui i protagonisti provengono da contesti culturali e geografici completamente diversi. 

## Trama
Cassim è un pakistano nato e cresciuto a Glasgow che lavora come dj e vorrebbe un locale tutto suo ma nello stesso tempo rispetta i limiti culturali che gli sono imposti dalla sua famiglia. Accetta di sposare una sua cugina senza averla mai conosciuta. Ma le cose si complicano quando casualmente conosce Roisin, un'irlandese che insegna musica nella scuola cattolica di Glasgow frequentata da sua sorella Tahara. 
La storia d'amore che nasce tra Cassim e Roisin sarà difficile. Cassim deve scontrarsi con la sua famiglia che ha sempre rispettato. Roisin deve affrontare le norme morali della scuola cattolica in cui insegna. Avendo accolto in casa Cassim, cacciato dai suoi dopo aver rifiutato di sposarsi con la cugina, Roisin non può ottenere il certificato ecclesiastico che le richiede la sua scuola per effettuare quel salto di categoria nell'insegnamento che il suo preside aveva caldeggiato.
Alla fine Cassim, cui pesa l'onta di aver fatto scendere il disonore sulla propria famiglia, non cede ai ricatti di questa e sceglie Roisin. La sorella Tahara, di idee progressiste, annuncia ai genitori, cui va tutta la sua riconoscenza, che seguirà comunque la scuola di giornalismo che loro non vogliono farle fare.

## Riconoscimenti
- 2004 – Festival internazionale del cinema di Berlino
  - Guild Prize
  - Premio della giuria ecumenica
- 2004 – British Independent Film Awards
  - Candidatura alla miglior sceneggiatura a Paul Laverty
  - Candidatura alla miglior attrice a Eva Birthistle
  - Candidatura al miglior esordiente ad Atta Yaqub
- 2004 – European Film Awards
  - Candidatura alla miglior sceneggiatura a Paul Laverty
- 2004 – Irish Film and Television Award
  - Miglior attrice a Eva Birthistle
- 2005 – Premio César
  - Miglior film dell'Unione europea